# 2014年國際足協世界盃爭議問題
2014年國際足協世界盃产生了各种争议，包括多次游行示威（有些游行甚至在开赛前）。大多数争议和批评与比赛判罚有关。最显著的违规个案是乌拉圭前锋苏亚雷斯在比赛中咬傷意大利球員基亞連尼遭到纪律处分。此外，还有各种安全问题，包括场馆施工过程中发生的造成八名工人死亡的火灾、违规进入体育场、马拉卡纳体育场内一个不稳定的临时搭建楼梯、单轨铁路垮塌、贝洛奥里藏特一处未完工的立交桥倒塌。

## 赛前

### 抗议活动

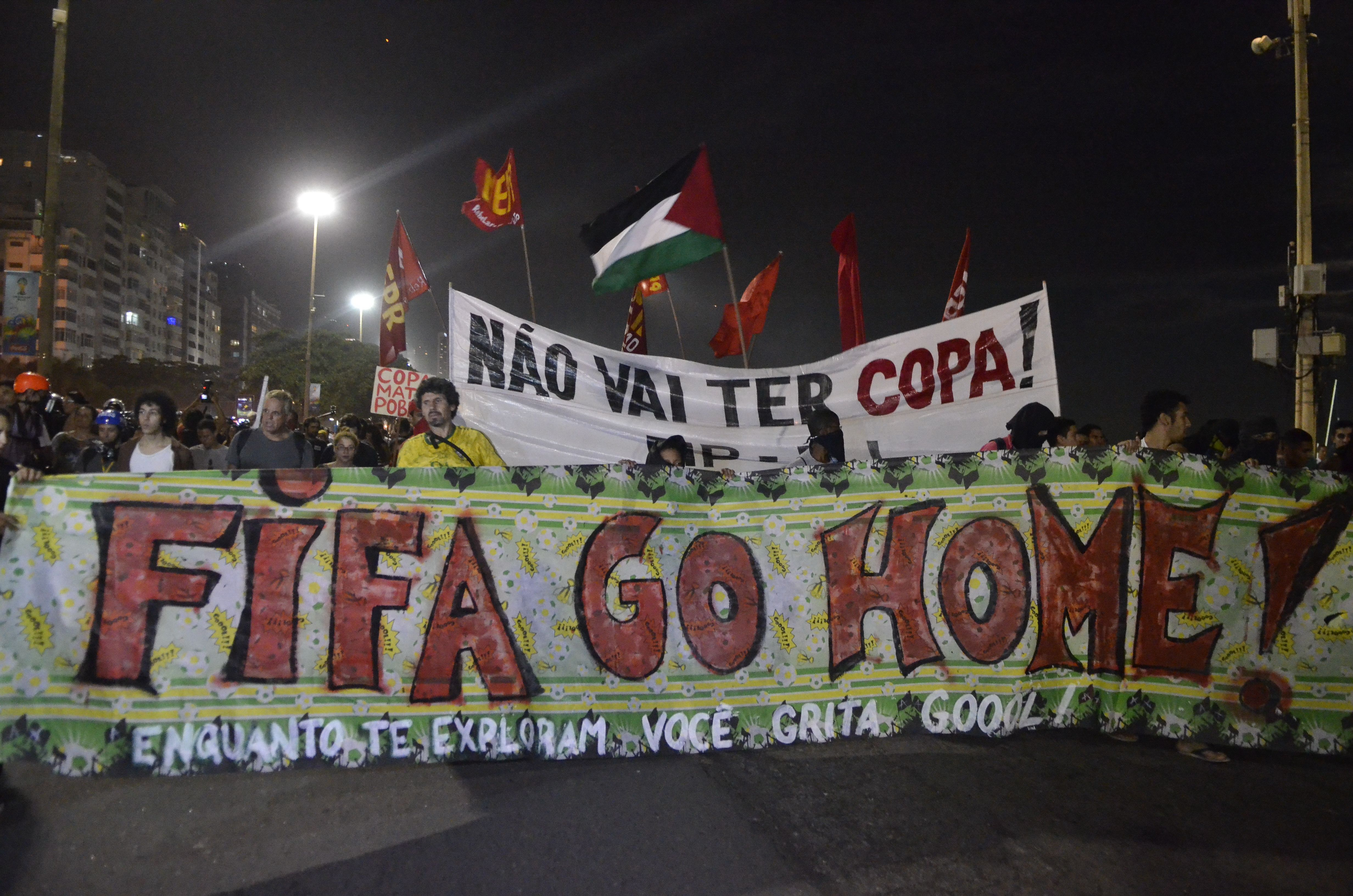
开幕日的反世界杯游行

早在2013年联合会杯开赛前，就有示威活动在比赛场馆巴西利亚国家体育场外发生。组织者不满大量资金使用在世界杯的举办中。将在开幕式上讲话的巴西总统迪尔玛·罗塞夫和国际足联主席布拉特，都遭到民众的嘘声。故国际足联宣布世界杯的开幕式将不会有任何讲话。抗议活动还蔓延至联合会杯其他比赛的场外，部分巴西城市爆发对政府财务管理表示失望的暴乱。
世界杯前一周及首日，全国各地进一步爆发抗议财政支出的动乱。但与联合会杯相反，安全部队成功防止抗议抵达场馆。
6月12日，CNN记者沙斯塔·达林顿和制片人芭芭拉·奥凡尼提迪斯报道抗议时受伤。两人报道防暴武器被滥用时，催泪瓦斯弹直接打在芭芭拉的手腕上。同日揭幕战开赛前，圣保罗和里约热内卢等数个城市的警方与示威者爆发冲突。圣保罗警方动用了催泪瓦斯。
布拉特表示，示威者“不应使用足球表达诉求”，而举办赛事的公共开支“不仅关于世界杯项目，更事关未来”。布拉特表示，示威者“不该使用足球来表达自身诉求”，并表示在举办比赛的公众开支上，考虑到的，不仅是世界杯，还有日后的项目。随后总统罗塞夫在公共广播回应公众，她表示：“联邦政府用在体育场馆的钱是融资得来的，开发这些场馆的公司和政府要适时偿还这些款项。”
前巴西足球运动员、现政坛人物罗马里奥称锦标赛是“历史上最大的盗窃案”，他相信真正的成本超过1000亿里拉（450亿美元）。他呼吁深入调查被普遍滥用的公共基金，确定这时抗议活动持续的原因。不过，他批评执政的劳工党因两个宣传世界杯电视广告收益100万里拉。
比赛前，总统巴塞夫直接重申他在去年的诺言，称所有推行的公共工程符合巴西民众的长远利益。

### 百威法案
鉴于发生过众多在体育馆内致人死亡案件，巴西2003年通过一项禁止在体育场馆内销售酒精。由于百威自1986年是世界杯的“官方指定啤酒”，国际足联要求巴西允许在世界杯期间销售酒精。为此，巴西通过一项铺平世界杯期间酒类销售道路的法案，绰号“百威法案”。

### 抽签争议
抽签时，国际足联决定第二档的欧洲球队随机抽签，引发争议。此前彩排时，排名最后的欧洲球队被抽至该档。这样，法国逃避抽签的艰难，落到了意大利头上。
许多官员、球迷和记者抱怨，指出身为法国人的国际足联秘书长瓦尔克提议修改规则，还怀疑另一名影响的法国人——欧洲足联主席米歇尔·普拉蒂尼协助批准。
翌日，意大利体育报刊《罗马体育报》刊登头条：《2014年世界杯抽签：何为丑闻？》。

## 小组赛

### 巴西 v. 克罗地亚
日本裁判西村雄一，因在巴西对阵克罗地亚的A组揭幕战中，作出若干偏向东道主的判罚，而面临严厉批评。
第71分钟，克罗地亚后卫禁区盯防时，将手伸向手臂下方致使其倒地。西村判罚巴西点球，内马尔打入第二个进球，比分定局3-1，巴西获胜。这一判罚遭到各方面的谴责，包括前国际足联顶级裁判、报纸专栏作家和其他队球员，甚至有西村祖国的球迷称洛夫伦的接触很微，弗雷德是自己倒地的。12分钟后，巴西门将接高空坠落的球时，克罗地亚前锋被吹犯规，同样存在争议而遭到多方谴责。
比赛早些时候的第26分钟，内马尔肘击克罗地亚中场盧卡·而吃黄牌，克罗地亚1-0获胜。许多评论家认为，对内马尔的处罚过于宽松，完全有理由红牌罚出场。而奥利奇的犯规，应该罚在塞萨尔身上。
前国际足联顶级裁判马库斯·默克质疑国际足联任命西村雄一为揭幕战裁判，这样的裁判“令人尴尬”。国际足联裁判发展部主管马西莫·布萨卡，则捍卫西村的点球决定，坚称洛夫伦的接触不够明显 。国际足联市场总监蒂埃利·韦尔，拒绝就西村青睐巴西作答。

### 墨西哥 v. 喀麦隆：吉奥瓦尼的两粒进球无效
墨西哥对阵喀麦隆的A组比赛中，墨西哥两粒进球，被错误判罚为越位。慢镜头显示，他与后卫并行在先，喀麦隆球员传球在后。最终墨西哥1-0获胜。《卫报》的艾米·劳伦斯称“杯赛裁判不称职”，呼吁国际足联主席塞普·布拉特，让领队拿回放录像驳斥每场比赛的两个决议，该可能性被布拉特在赛前讨论。2014年6月20日，国际足联宣布，取消事件负责人，哥伦比亚边裁翁贝托·克拉维霍进一步执法赛事的资格。

### 西班牙 v. 荷兰：迭戈·科斯塔的行为
西班牙的巴西籍前锋迭戈·科斯塔，无疑是比赛备受瞩目的焦点。科斯塔回到家乡首次参加世界杯，但他的新球队却以5-1在B组比赛中输给荷兰，全场比赛遭到当地球迷的嘲笑和侮辱。科斯塔在比赛中，明显地用头顶撞对手，随后被主帅比森特·德尔·博斯克用前锋费尔南多·托雷斯换下。

### 德国 v. 葡萄牙

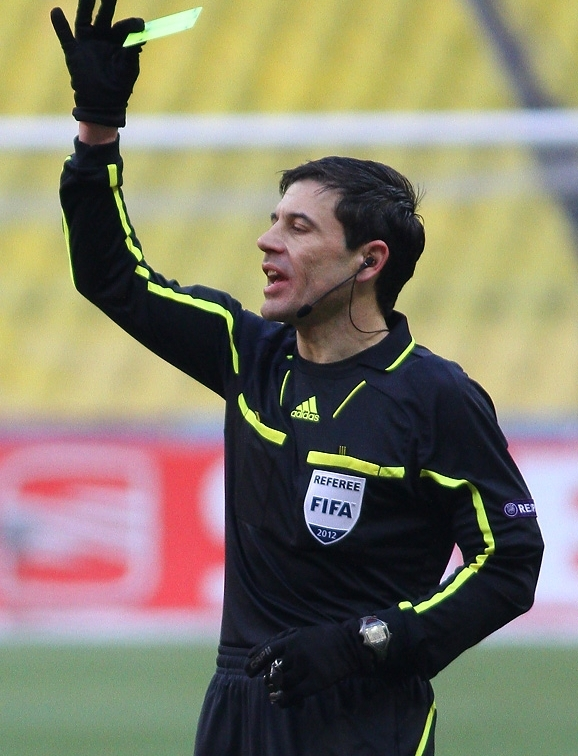
米洛拉德·马哲，G组首场及F组第三场比赛裁判

德国对阵葡萄牙的G组比赛中，塞尔维亚裁判米洛拉德·马哲数个判罚存在争议。
第12分钟，葡萄牙后卫禁区阻挡德国中场，马哲判处佩雷拉黄牌，德国队点球。葡萄牙球员将马哲包围以示抗议，其中就有激动异常的佩佩。在上半场打进的点球，使得德国1-0领先。点球判罚遭质疑，葡萄牙主帅保罗·称“被迫接受决定”。《每日电讯报》的马克·奥戈登将其标签为“本届世界杯可疑判罚的又一例子，轻微接触不足以阻挡最被人质疑的格策。”
第37分钟，葡萄牙中卫佩佩用头顶撞，穆勒涉嫌假装受伤，直接红牌。包括前世界杯裁判布莱恩·霍尔在内的一些评论家，纷纷谴责穆勒用戏剧动作从被“欺骗的裁判处或得不公开的优势”。相比三天前西班牙对阵荷兰的比赛，西班牙前锋迭戈·科斯塔用头顶撞荷兰中卫，但裁判没看到，没将科斯塔罚出场。这种情况结果成了比赛的谈论焦点，观察者的回应一般是谴责佩佩的动作，也有小部分人讨论穆勒是否过分强调最初的接触。
随后的第75分钟，马哲未判罚葡萄牙点球，让球员再受刺激。最终穆勒攻入三球，德国4-0获胜。赛后采访时，本托表示两次判罚表明有“偏见”，并称：“我不能把罪责扔给裁判，我们也有过错，但是上半场发生的情况，让我们接下来陷入僵局……球员被迫罚出场。我不知道这是不是佩佩的声誉带来。这取决你们赋予佩佩的名声。”

### 意大利 v. 哥斯达黎加：基耶利尼踢翻坎贝尔
意大利和哥斯达黎加间的D组比赛中，哥斯达黎加前锋禁区盯防时，被意大利后卫踢翻，但智利籍裁判恩里克·奥施斯并未判罚点球。这激怒了哥斯达黎加主帅豪尔赫·路易斯·平托。平托不久前曾带领哥斯达黎加队一众球员，控告助理裁判。前世界杯裁判格拉汉姆·波尔随后发布推特：“这场比赛的最大亮点，竟是哥斯达黎加没有得到判罚？乔尔·坎贝尔那时跟在意大利后卫身后抢球，就被基耶利尼笨拙地放倒了。”不过，之后不到一分钟，哥斯达黎加中场布莱恩·鲁伊斯就拿下一球，将比分定格在1-0。

### 阿根廷 v. 伊朗
阿根廷对阵伊朗的F组比赛中，塞尔维亚籍裁判米洛拉德·马哲未判罚伊朗队任意球，伊朗队员怒火中烧而推搡裁判。第55分钟，伊朗中场禁区内被阿根廷后卫侵犯，裁判未判罚任意球，赛后引发就该行为是否属于犯规的讨论。Jam-e-jam、Quds和Iran等伊朗平面媒体，将没有判罚点球的马哲骂了个狗血淋头，称他帮助阿根廷赢得比赛。Pravda.ru的蒂莫西·班克罗夫特称马哲“带偏见且不称职”，他在第55分钟的判罚，决定了“裁判选择的质量，主宰了国际足联世界杯比赛的恶心评论”。《新城报》写道，尽管萨瓦莱塔抢球时绊倒了德贾加，“回放显示，伊朗队应该获得点球”。《每日邮报》的马特·劳顿和体坛博客联盟的凯文·麦考利认为德贾加“强力要求点球”。然而，《卫报》的巴尼·罗纳和美联社的卡尔·里特尔，却在报道中写道电视回放显示，萨瓦莱塔先碰到球，德贾加然后倒下，阿根廷不算犯规。《每日电讯报》亦认同判罚：“德贾加嚷着要点球，几乎粗暴对待无奈的裁判，我不知道这是为何，但回放显示萨瓦莱塔赢得球，尽管有些笨拙。”
伊朗队主帅在赛后质疑第55分钟的错误判罚：“这应该是点球加红牌，没有借口可言。有理由能解释塞尔维亚裁判没有给出点球吗？这家伙今晚，乃至余生怎能安睡？总而言之，我想一对一地跟他交谈。他凭什么这样对待我们？”阿根廷主帅亚历杭德罗·萨贝拉支持马哲的判罚，觉得萨瓦莱塔先拿到球。
赛后第二天，伊朗足球协会正式就马哲的判罚，向国际足联提出申诉，协会书记迈赫迪·穆罕默德·纳比签名确认，其他事项有一项写着：“不幸的是裁判的错误，改变了比赛结果，帮助阿方超越我们。”

### 尼日利亚 v. 波斯尼亚：哲科进球被吹
尼日利亚对阵波斯尼亚的F组比赛中，新西兰裁判彼得·奥莱利由于助理裁判错误判罚越位，吹掉波斯尼亚的进球。该判罚因彼得·奥代姆温吉缺少犯规而存在争议。尼日利亚1-0赢得比赛，这就意味着，波斯尼亚无缘淘汰赛。裁判赛后与尼日利亚门将共同庆祝，波黑前锋埃丁·哲科进球被吹，被称为“耻辱事件”。

### 希腊 v. 科特迪瓦
希腊对阵科特迪瓦的C组比赛中，回放显示科特迪瓦前锋绊倒希腊中场的犯规动作，厄瓜多尔裁判卡路士·韦拉在91分钟作出判罚希腊点球的争议性裁判。萨马拉斯的主罚点球给予希腊2-1的胜利，从而提前出线。如果没有点球，科特迪瓦将有可能提前1-1战平。

### 克罗地亚 v. 墨西哥：明显的手球没有判罚点球
克罗地亚对阵墨西哥的A组比赛期间，乌兹别克裁判拉夫山·伊尔马托夫拒绝就克罗地亚后卫的明显手球判罚点球，而似乎几秒前在禁区内侵犯了墨西哥前锋哈维尔·埃尔南德斯。

### 乌拉圭 v. 意大利：苏亚雷斯咬人事件

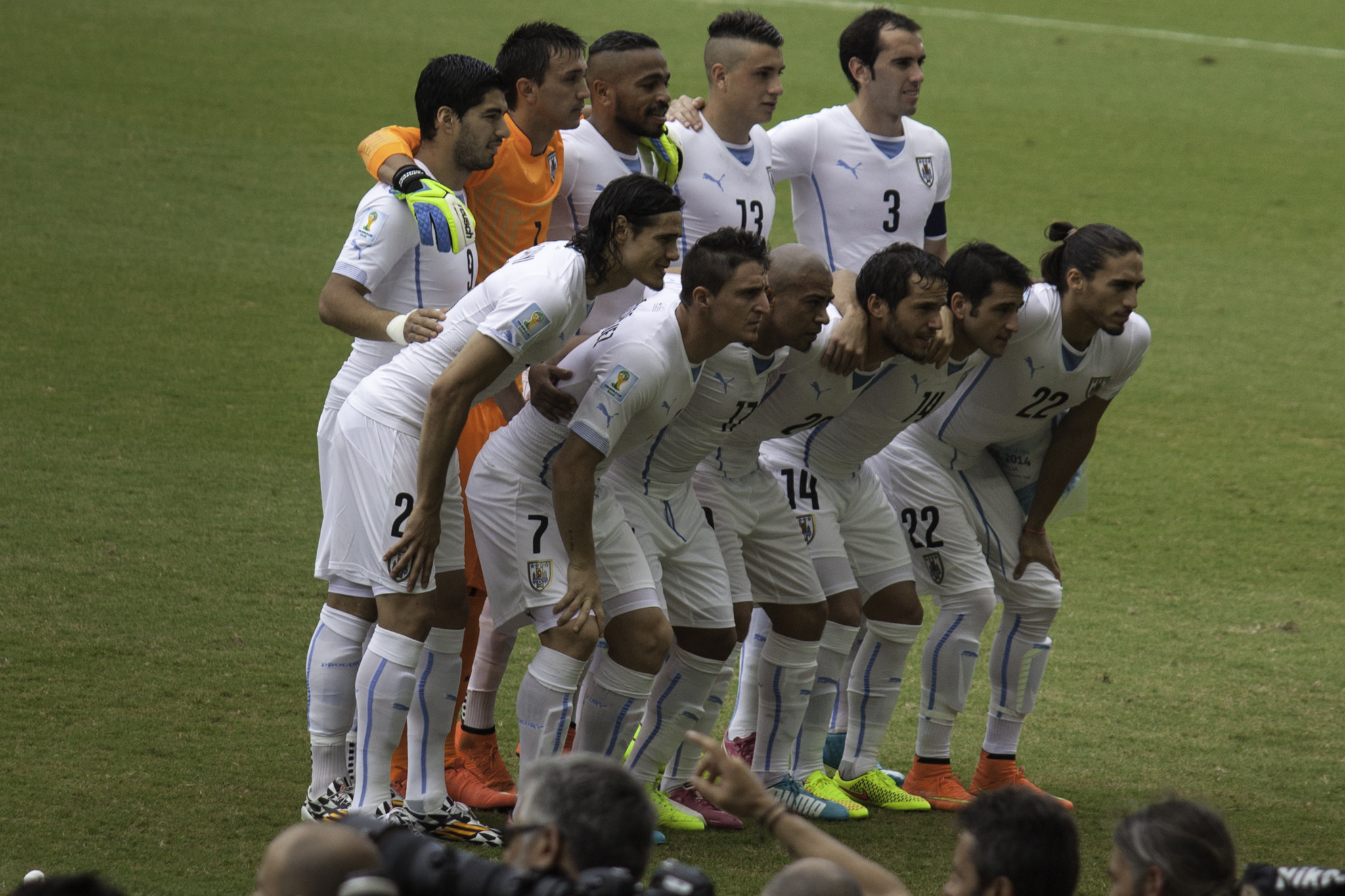
乌拉圭D组比赛前的合影，上排最左为苏亚雷斯

乌拉圭在D组决赛中对阵意大利。乌拉圭前锋苏亚雷斯准备抢断时与意大利后卫基耶利尼发生冲突。回放显示，苏亚雷斯扑向基耶利尼，咬了他的肩膀（基耶利尼展示出咬痕），捂着脸摔倒。由于意大利球员抗议裁判马尔科·罗德里格斯不判罚苏亚雷斯，反让乌拉圭获得了让后卫进球的角球。最终乌拉圭1-0战胜意大利，以D组第二名出线。同一晚上，国际足联向苏亚雷斯开出罚单
。
苏亚雷斯此前曾两次咬对手：2010年咬了奥特曼·巴卡尔而禁赛七场，2013年咬了布拉尼斯拉夫·伊万诺维奇而禁赛十场，因被批没有意识到“严重性”。
2014年6月26日，国际足联纪律委员会禁止苏亚雷斯参加九场国际比赛，判决立即生效，这意味着苏亚雷斯无法继续参加世界杯，也是世界杯历史上最严重的禁令，超越了因在1994年世界杯咬了路易斯·恩里克而被禁赛八场的毛罗·。他还被禁止参与足球活动四个月，并处以10万瑞士法郎（约合65700英镑/82000欧元/119000美元）。判罚的严重基于苏亚雷斯第三次在进攻中咬人，缺乏反省。苏亚雷斯被禁赛，也导致乌拉圭在下一场比赛中以0-2输给哥伦比亚而离开世界杯。
乌拉圭足球协会在禁令被宣布的同一天提出上诉。苏亚雷斯的律师表示：“我们没有怀疑”任何的欧洲比赛抵抗苏亚雷斯。乌拉圭人对苏亚雷斯各种辩护，质疑他是否真的咬了基耶利尼，批评禁令过于严重。乌拉圭总统何塞·穆希卡将禁令视为“法西斯主义”，称国际足联官员是一班“婊子的臭王八蛋”。乌足联主席威尔马·巴尔德斯 、乌拉圭队长、乌拉圭主帅奥斯卡·塔巴雷斯以辞去国际足联职位的方式，对禁令表示抗议。乌拉圭媒体亦产生挑衅和抵触情绪。被咬的基耶利尼也认为禁令过分，而国际职业足球员协会为呼吁“他所需的支持”，认为“重点应放在苏亚雷斯的康复和认真治疗”上。
事件发生六天后的6月30日，苏亚雷斯透过Twitter向基耶利尼道歉，称咬人是与基耶利尼发生碰撞的结果，发誓不再有同类事件发生。基耶利尼则回复自己已忘掉了事件，希望国际足联减少对苏亚雷斯的禁赛。
7月3日，乌足联正式就苏亚雷斯的禁令提出上诉，但7月10日被国际足联驳回。但禁令没能阻止苏亚雷斯转会到另一家足球俱乐部，苏亚雷斯7月11日宣布转会到巴塞罗那。转会前一天，苏亚雷斯的道歉受到巴萨人的赞赏：巴塞罗那主席何塞普·玛丽亚·巴托梅称道歉是种“光荣”；体育总监安多尼·苏维萨雷塔对苏亚雷斯以“足够的谦卑承认错误”表示欢迎；新加盟的赞赏苏亚雷斯的“性格与力量”。
2018年，国际足球联合理事会在近日修改足球规则明确表示，赛场咬人将和其他不当行为一样，要被罚任意球，且咬人的球员要被红牌罚下。

### 俄罗斯 v. 阿尔及利亚：球迷激光笔助破俄罗斯大门
俄罗斯在6月26日对阵阿尔及利亚的H组决赛中1比1战平，阿尔及利亚最终淘汰俄罗斯，进军淘汰赛。然而俄罗斯队的出线是可预见的，开赛仅六分钟，前锋亚历山大·科科林就将比分改写成1比0。奇怪的事在第60分钟发生。由激光笔发出的运动绿光，照在了俄罗斯门将的脸上。当时他正防守阿尔及利亚前锋的任意球。俄罗斯主帅法比奥·卡佩罗指责激光笔引发致命性的失球，他表示：“守门员没法专下心来，激光就照在他脸上。这不是借口，你可以在镜头上看到。”
赛后，因阿尔及利亚球迷违反了使用激光笔等球场规则，国际足联处以阿尔及利亚足球协会5万瑞士法郎罚款，折合美金56200元。按照国际足联的《体育场及安保条例》，激光笔在体育场属违禁物品。

## 淘汰赛

### 巴西 v. 智利
在智利和巴西之间展开的首轮淘汰赛，存在混乱和争议。
本场比赛的首个进球，被认为是智利后卫的乌龙球，但国际足联证实此球是巴西的大卫·路易斯射入的。
英国裁判霍华德·韦伯的判罚被批过于苛刻，尤其是针对巴西。BBC体育评论员，前英格兰前锋加里·莱因克尔在视频中表示，韦伯做出一些“玄乎的判罚”，如第13分钟拒绝授予巴西前锋点球机会，并在第55分钟有点苛刻地判罚同一球员手球。浩克已将球射进智利的大门，但裁判裁定该枚进球由手臂控制而被判无效，对浩克出示黄牌。包括前英格兰足球运动员（通过Twitter）在内的其他评论家，亦质疑对浩克手球的判罚可能过于苛刻。

### 荷兰 v. 墨西哥

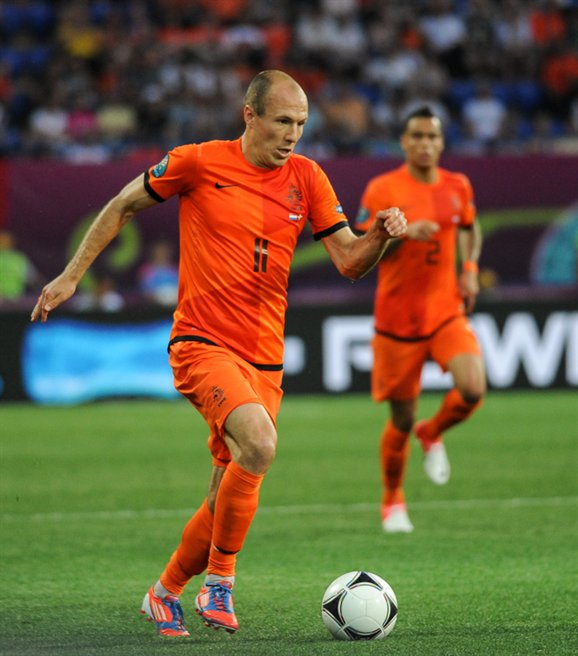
罗本

墨西哥对阵荷兰的十六强赛经过90分钟，比分1-1。6分钟补时期间，荷兰边锋被墨西哥后卫踢倒而被判犯规，随后荷兰点球射手一记绝杀进球，将比分定格在2-1，从而淘汰墨西哥。罗本因使用假摔来赚取点球机会遭到记者广泛谴责而出名。赛后，墨西哥主帅米格尔·埃雷拉与葡萄牙裁判佩德罗·普罗恩卡发生口角，他随后在采访时表示：“这是一届所有人针对墨西哥的世界杯。”随后他又在新闻发布会上详细阐述：“四场比赛里，我们有三个灾难性的判罚，这是最糟糕的。罗本三次为搏点球假摔，这不得不要警醒他。如果你对这种作弊的家伙予以处罚，那他就不敢再耍花招了。”罗本赛后承认比赛期间倒地太明显，并为此道歉：“有一次（最终变成）点球，对方进入禁区，我就轻易地摔倒，我不应该那样。”罗本也表示，上半场有两个禁区内犯规针对他，应当得到罚球。但照马尔克斯所述，罗本在赛后供认“补时的那个不是点球，但之前的是”，这违背了他在发布会上的发言。荷兰足球协会（KNVB）认为罗本说的话被错误翻译。

### 法国 v. 尼日利亚
法国和尼日利亚的十六强比赛后，尼日利亚中场知名球员和、前锋彼得·奥代姆温吉、教练斯蒂芬·德克士等人，指控美国裁判马克·基格偏向法国。盖格在比赛中的多个判罚亦被批评，包括：因越位取消尼日利亚前锋艾曼纽·艾文历基的进球（尽管回放录像显示该裁决可能正确）；没有就法国前锋明显肘击尼日利亚中场罚出红牌；法国左后卫在角球期间抓住奥代姆温吉，因裁判持续的粗心没有判罚。最值得注意的是，法国中场蹬踏奥纳奇，导致其左腿肌腱撕裂（需要手术）并奥纳奇被迫由中场鲁本·换下，却只吃了一张黄牌。有评论家指出，该判罚严重影响比赛，尤其是奥纳奇被强制换下，改变了比赛的局面，令尼日利亚丧失最具影响力的中场球员。

### 巴西 v. 哥伦比亚
——马拉多纳对巴西-哥伦比亚的比赛的评价
巴西和哥伦比亚的四分之一决赛，刷新了世界杯赛的单场犯规记录（巴西31次，哥伦比亚23次，共54次，只有4张黄牌），包括哥伦比亚后卫胡安·卡米洛·苏尼加第88分钟时膝撞巴西前锋内马尔背部，导致内马尔在比赛中被抬走，却连普通犯规都没有吹。随后医疗评估显示内马尔椎骨骨折，无缘剩余比赛。哥伦比亚最终以2-1输掉比赛。比赛后，苏尼加坚称他并非故意伤害内马尔。内马尔的队友为苏尼加辩护，称他不是那种故意造成人身伤害类型的球员。7月5日，据透露，苏尼加曾向内马尔致信道歉，对无意造成的伤害“深感惋惜和难过”。
众多媒体及足坛人物（马拉多纳等），批评国际足联和西班牙裁判卡洛斯·韦拉斯科·卡巴洛偏袒巴西，吹掉哥伦比亚后卫的进球，不判罚巴西的大量犯规，使得哥伦比亚也变得带有进攻性。有人更认为，如果卡巴洛当时能妥善控制比赛，这些过多的犯规（尤其是内马尔的受伤）就不会发生。而FIFA之後亦離奇地沒有再追究苏尼加弄傷内马尔的事故。

### 巴西 v. 荷兰
季军战第二分钟，在开球时冲进禁区抢球，并拉倒。由於羅本正進行單刀，按照国际足联规定，席尔瓦应被直接出示红牌驅逐離場，但阿尔及利亚裁判贾迈勒·夏伊摩迪仅出示黄牌，與此同時卻對這項於禁区外發生的犯规作出十二碼判罚，最终范佩西破门。荷兰在第16分钟的第二个进球实为越位，但被裁判忽略。第67分钟，巴西中场奥斯卡因本场比赛唯一一次假摔而吃黄牌；但回放显示，他是被对手戴利·在禁区内推倒的。戴利因伤离场，进一步证实了两名球員间有大的肢体接触。

## 安全问题

### 场馆内

#### 建设
场馆建设受到意外事故、预算超支、工期延误的困扰。建设12个世界杯赛场的事故，牺牲了8名工人。2013年10月下旬，马托格罗索州州长警告潘特纳尔体育场不能100%按照工期完成24小时后，施工时就发生火灾。影片显示，波黑对阵阿根廷开赛前。有球迷攀爬用脚手架做成的不稳定楼梯通往场内。

#### 无票智利球迷冲击体育馆
6月18日智利对阵西班牙的B组比赛中，100名聚集在马拉卡纳体育场外智利球迷强行进入体育场。他们首先突破安检，让一位球迷装病引开保安，随后进入媒体中心把玻璃窗砸碎、挡板推翻，从而进入体育场。据宪兵报道，共有85名球迷被捕，其他人已抵达看台。早前的6月15日阿根廷对阵波黑的比赛中，亦有20名阿根廷球迷做出类似行为。

#### 英格兰球迷全武行
据英国警方报道，6月19日英国在圣保罗对阵乌拉圭的比赛中，两名英国球迷互殴，其中一名的耳朵被咬。遭攻击的球迷提出投诉后，巴西警方着手调查，但无法确认攻击者。英格兰前锋斯坦·科利莫尔在推特上证实了该事件。首席警察协会发表声明，根据科利莫尔的推文，南约克郡总警司雷切尔·巴特表示：“我们一直努力确认犯罪嫌疑人，力求将他在英国绳之于法，如果可能的话，可将他送回犯下罪行的巴西。”

### 场馆外

#### 单轨铁路垮塌
6月9日，世界杯开赛前三天，圣保罗地铁17号线施工过程中，一条水泥支撑梁倒塌，1名工人死亡，另有两人受伤。该线建成后，将连接单轨铁路网另外三条前往圣保罗国际机场的线路，预计在比赛开始前完成，但施工因未得到环保部门批准而被推迟，预计于2015年下半年完成。

#### 桥梁垮塌
7月3日，贝洛奥里藏特一处属于世界杯基建项目的立交桥，施工时坍塌，瓦砾掉落到下方繁忙的车道，2人死亡，22人受伤。一名目击者指责赶工期的当局和企业处理这场灾难的表现“无能”。

#### 头部受伤救护
比赛中处理头部受伤球员的方式让国际足联饱受批评。两起事故尤其让人关注，一是小组赛阶段比赛中，乌拉圭后卫阿尔瓦罗·佩雷拉头部受伤后昏倒在地上。乌拉圭队医生暗示将球员替换下场，但他回到了比赛中。这一事件遭到球员工会职业球员协会和国际足联执行委员会成员及医务委员会主席米歇尔·德·霍格的批评。二是决赛中德国中场克里斯托夫·克拉默在第14分钟的冲撞中头部受创，回到比赛后在第31分钟透支。期间，克拉默迷失方向并糊涂起来，曾一度询问裁判尼古拉·里佐利自己打的是不是世界杯的决赛。